# Les Psy
Pour les articles homonymes, voir Psy.
Les Psy est une série de bande dessinée humoristique franco-belge dessinée par Bédu et écrite par Raoul Cauvin. Publiée sous forme de gags ou récits courts indépendants dans l'hebdomadaire Spirou de 1992 (no 2803) à 2019 (no 4226), elle a été recueillie en 22 albums par Dupuis de 1994 à 2019. Elle raconte le quotidien du cabinet de psychiatrie du docteur Médard.

## Synopsis

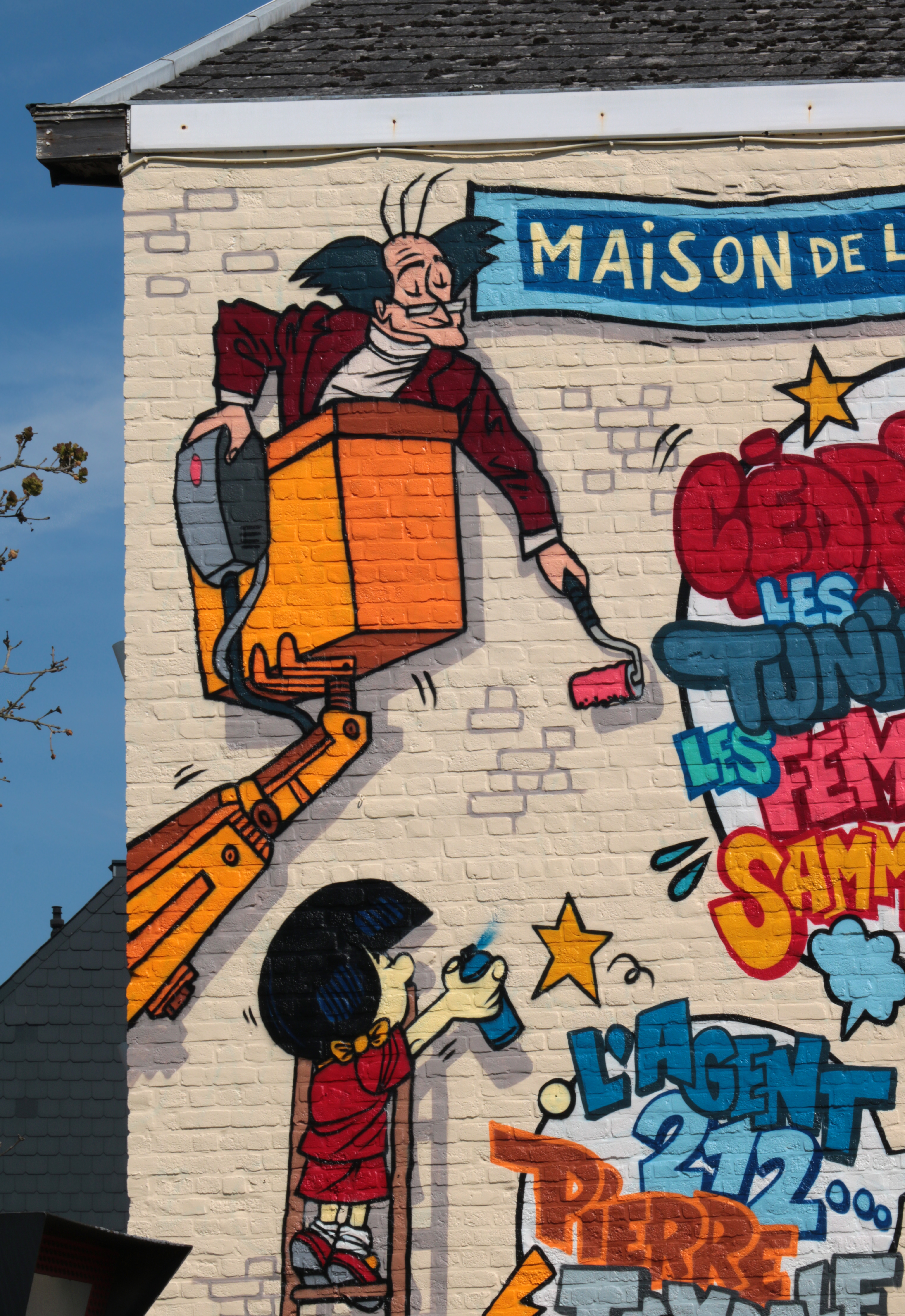
Les Psy peints durant le festival de street art Fresh Paint OLLN sur la façade de la Maison de la Citoyenneté à Ottignies.

La série met simplement en scène un psychiatre, du nom d'Antoine Médard, avec ses patients les plus fous.

## Historique
La série est créée par le dessinateur Bédu et le scénariste Raoul Cauvin en 1992 dans le no 2803 du journal Spirou. Bédu travaille alors parallèlement avec les éditions Le Lombard sur la série Clifton dont il a repris le dessin en 1983 et le scénario en 1991. Raoul Cauvin est lui déjà un pilier du journal dont il scénarise la plupart des séries à succès. Il s'agit aussi de sa deuxième série médicale après Les Femmes en blanc.
Au départ, Cauvin voulait une bande dessinée sur le thème des avocats, mais le scénario risquait d'être lourd, avec plus de texte que d'images dans la bande dessinée. En discutant avec des avocats, il se tourne vers les psychiatres intervenant dans les procès.
Les cas dessinés dans les albums relèvent des folies de monsieur et madame Tout-le-monde et non de vrais cas psychiatriques : le but est l'humour et les auteurs expliquent ne souhaiter blesser personne.
En 1994, les éditions Dupuis publient le premier album de la série, puis l'année suivante Bédu abandonne Clifton pour se consacrer entièrement aux Psy.
En 2019, après 25 années d'existence, la série « tire le rideau de fin » avec le tome 22, Vive la retraite !. Cette décision est due à une lente érosion des ventes.

## Personnages
- Dr Antoine Médard : Personnage principal de la série. Il est régulièrement confronté à diverses maladies psychiatriques, des plus communes aux plus inhabituelles. Il lui arrive souvent de craquer nerveusement quand ses méthodes ne portent pas leurs fruits ou quand son patient est supposément de mauvaise volonté, ses situations d'énervement le poussant la plupart du temps à se rafraîchir copieusement dans un lavabo, s'énerver sur ses patients ou faire des crises de larmes en hurlant « Ce métier me rendra fou ! ». Il se laisse également souvent influencer par ses patients.
- Dr Pinchart : Il a des cheveux gris, une barbe et fume la pipe. Confrère du docteur Médard, ce dernier va souvent le consulter pour lui demander conseil lorsqu'un de ses patients le pousse à l'énervement ou à la névrose.
- Lucienne Médard : épouse du personnage principal, s'inquiète très souvent de la santé mentale de ce dernier, le poussant à aller voir le docteur Pinchart.
- Mlle Joly : Patiente régulière du docteur Médard, l'objet de ses consultations n'est jamais précisé, ces dernières n'étant qu'un prétexte scénaristique. Toutefois, dans le dernier tome, on apprend qu'elle serait poursuivie par la malchance.
- Yvonne : Femme de ménage du docteur Médard.
- Un des patients récurrents du docteur Médard vient consulter ce dernier à cause des supposés problèmes psychologiques qu'auraient ses mains ou ses pieds.

## Publication

### Albums
1. Quel est votre problème ? (1994)
2. Dites-moi tout ! (1994)
3. Je vous écoute ! (1995)
4. J'ai pas le moral ! (1996)
5. Vous aviez rendez-vous ? (1997)
6. Eh bien, voilà… (1998)
7. Chacun son tour ! (1999)
8. Areuh ! (2000)
9. On se calme ! (2001)
10. Et à part ça ? (2002)
11. Brrrrr… (2003) Le titre n'apparaît pas sur la première de couverture, il y est remplacé par un dessin représentant de la neige.
12. Je suis moche ! (2005)
13. Vous disiez ? (2005)
14. Zen ! (2006)[6]
15. Je m'aime ! (2008)[7]
16. Besoin de vacances ! (2009)
17. Pourquoi un psy ? (2010)[8]
18. Tout baigne ! (2011)
19. J'ai pété les plombs ! (2013)
20. Génial comme thérapie ! (2014)
21. Je me sens mieux ! (2016)[9],[10]
22. Vive la retraite ! (2019)[5]

Une compilation de gags d'une trentaine de pages a été publiée en 2010 sous le titre Bonjour l'angoisse !.
Elle est suivie en 2012 par une seconde du même nombre de pages, appelée Une compil qui a du chien.

### Revues
La série apparaît pour la première fois, en 1992, dans le journal Spirou no 2803 avec une histoire complète en quatre planches.

## Erreurs
- Dans l'une des histoires, Lucienne se fait passer pour une cliente du docteur en lui précisant que son père s'est cassé le col du fémur. Pourtant, dans les tomes ultérieurs, nous apprenons que le docteur Médard n'a jamais connu son père, parti avant sa naissance.
- La dernière histoire nous précise que Médard pense n'avoir réussi avec aucun de ses patients. Pourtant, un peu plus tôt, il rendait l'un d'entre eux très heureux.